# Hiroko Berghauer

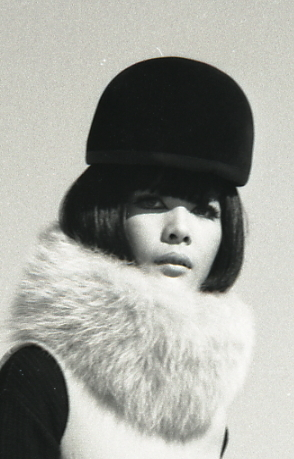
Hiroko Matsumoto (1966)

Hiroko Berghauer, geb. Matsumoto (* 1936; † 20. Juni 2003 in Paris) war ein japanisches Fotomodell.
Hiroko Matsumoto wurde 1960 vom französischen Modeschöpfer Pierre Cardin während eines Japanbesuchs entdeckt. Als seine Geliebte folgte sie ihm nach Paris und arbeitet als erstes japanisches Model (u. a. unter dem Namen Hiroko of Tokyo) für eine französische Modemarke. 1967 heiratete Matsumoto Henry Berghauer, einen Manager der Modefirma Pierre Cardin. Dieser wechselte später zu den Modefirmen Hanae Mori und Hervé Léger.
1970 spielte sie auf Empfehlung von Jeanne Moreau die mysteriöse Japanerin Kyoko in François Truffauts Film Tisch und Bett an der Seite von Jean-Pierre Léaud.
Nach der Scheidung von Berghauer heiratete sie Jean-Claude Cathalan, einen Manager von Roussel Uclaf, später Vorstand von Révillon, Parfums Caron, Jean-Louis Scherrer und Comité Montaigne. Das Paar geriet in die Schlagzeilen, als die gemeinsame Tochter Maxime Cathalan entführt wurde und erst gegen ein Lösegeld von 1,5 Mio. Francs freigelassen wurde.